# 100 Piscium
100 Piscium är en misstänkt variabel i Fiskarnas stjärnbild.
Stjärnan har fotografisk magnitud +7,0 utan varierar utan någon fastställd amplitud eller periodicitet.